# Верхня Ослянка
Верхня Осля́нка (рос. Верхняя Ослянка) — село у складі Нижньотагільського міського округу Свердловської області.
Населення — 191 особа (2010, 294 2002).
Національний склад станом на 2002 рік: росіяни — 98 %.